# Cinnamomum rosselianum
Cinnamomum rosselianum är en lagerväxtart som beskrevs av André Joseph Guillaume Henri Kostermans. Cinnamomum rosselianum ingår i släktet Cinnamomum och familjen lagerväxter. Inga underarter finns listade i Catalogue of Life.